# Mozota (Spanien)
Mozota ist ein Ort und eine Gemeinde (municipio) mit 130 Einwohnern (Stand: 2024) in der spanischen Provinz Saragossa der Autonomen Gemeinschaft Aragonien. 

## Lage und Klima
Mozota liegt etwa 20 Kilometer (Luftlinie) südöstlich des Stadtzentrums der Provinzhauptstadt Saragossa in einer Höhe von ca. 395 m. Das Klima ist gemäßigt; Regen (ca. 382 mm/Jahr) fällt mit Ausnahme der eher trockenen Sommermonate übers Jahr verteilt.

## Bevölkerungsentwicklung
| 1900 | 1910 | 1920 | 1930 | 1940 | 1950 | 1960 | 1970 | 1981 | 1991 | 2001 | 2011 | 2021 |
| ---- | ---- | ---- | ---- | ---- | ---- | ---- | ---- | ---- | ---- | ---- | ---- | ---- |
| 372  | 480  | 496  | 415  | 404  | 276  | 223  | 161  | 158  | 124  | 112  | 113  | 124  |

## Sehenswürdigkeiten
- Magdalenenkirche
- Schloss der Herzöge von Villahermosa

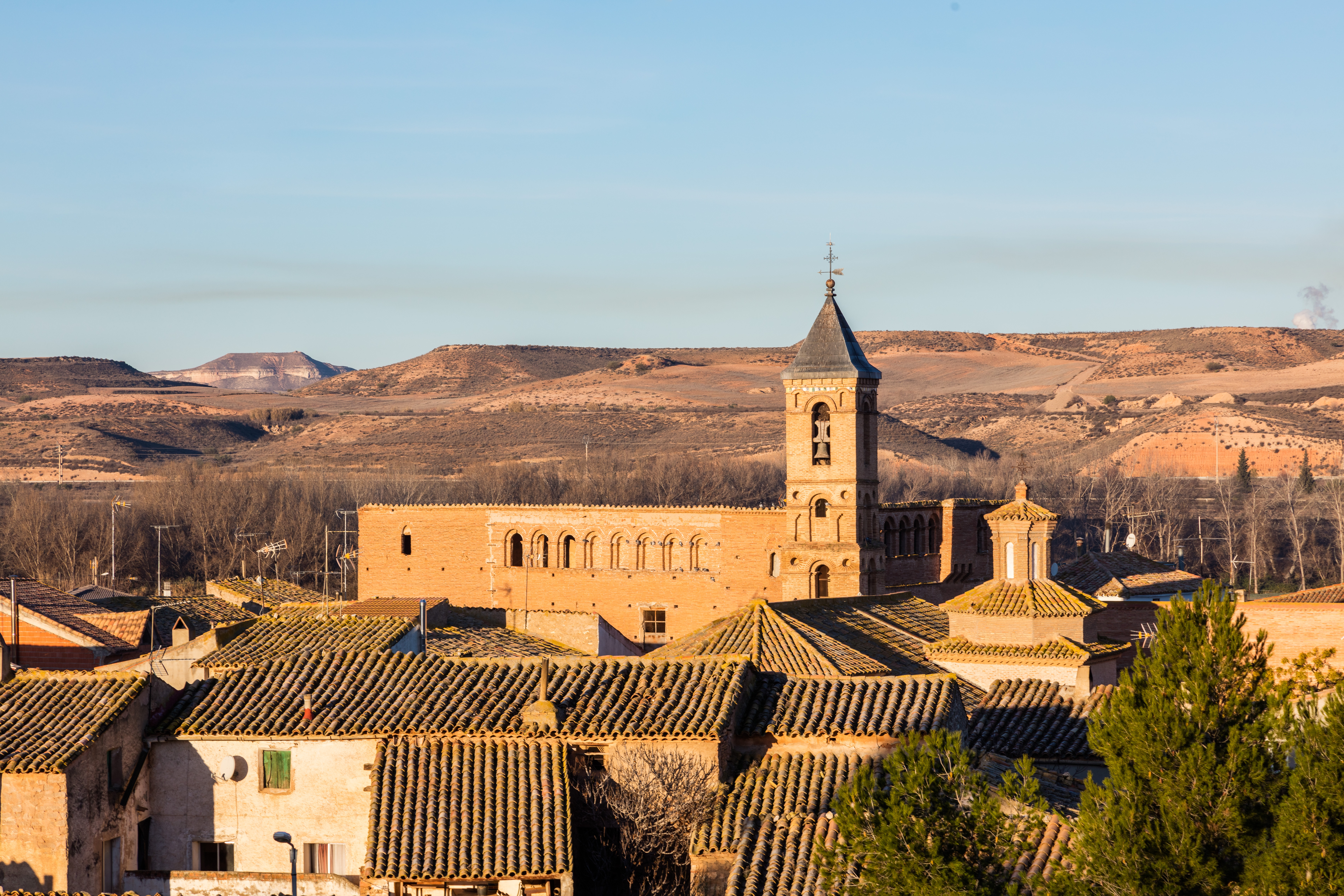
Magdalenenkirche
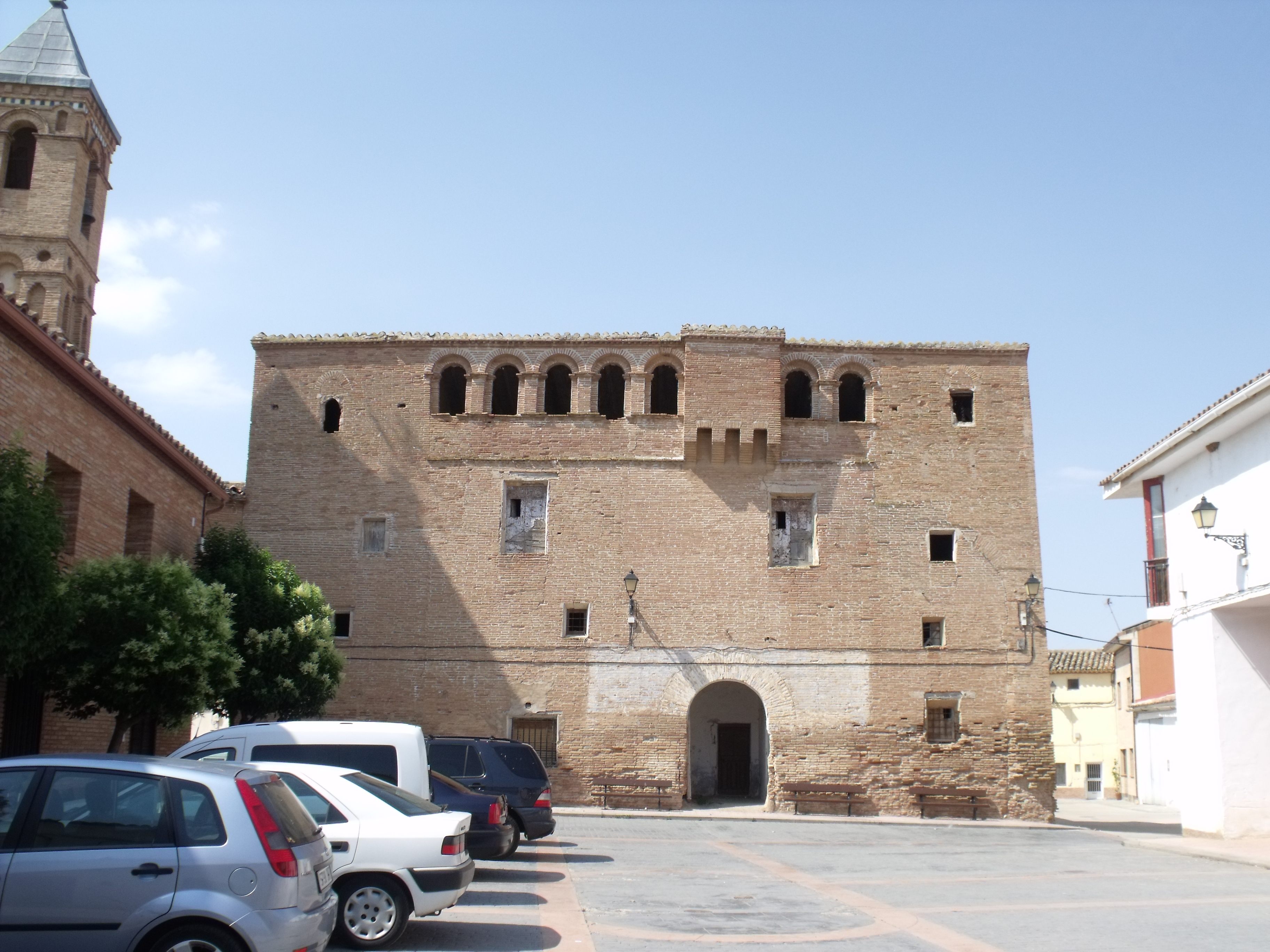
Schloss